# Erra

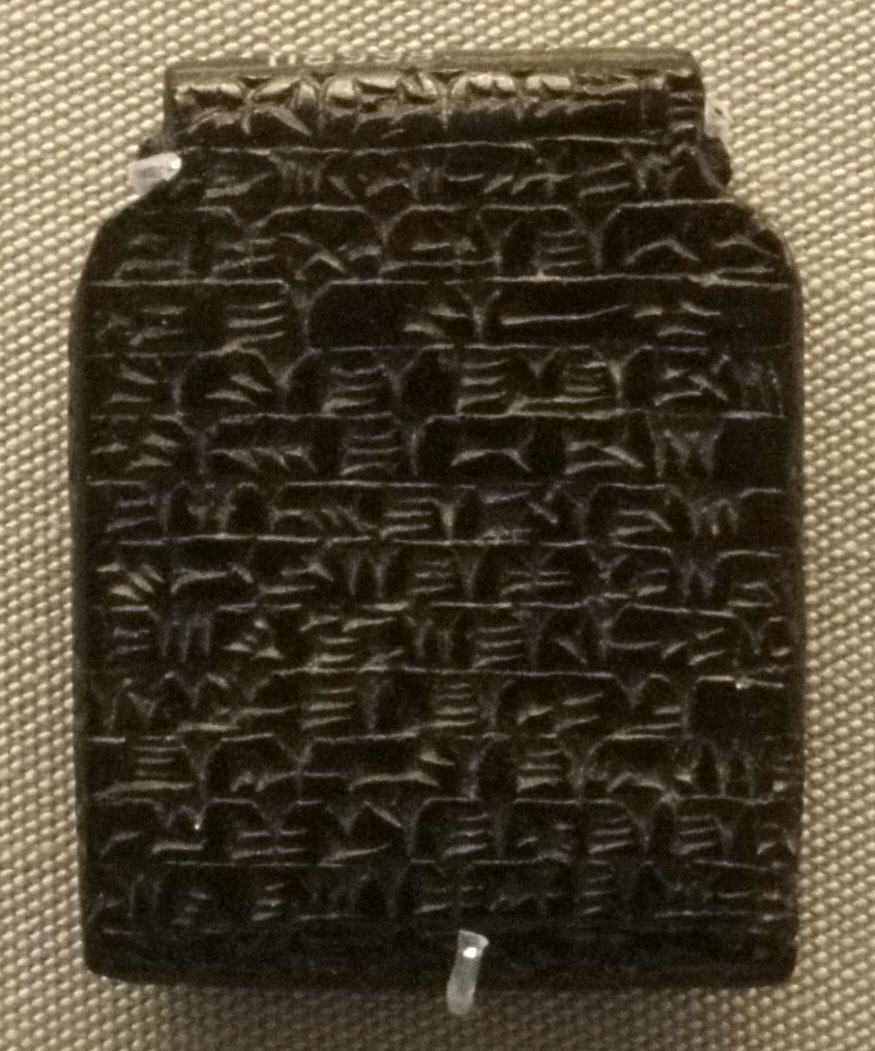
Amuleto que se remonta al 800 a. C. y al 612 a. C. que protege contra las plagas. Encontrado en la ciudad de Asur, en el período neoasirio.

En la antigua Mesopotamia (Babilonia y Acadia), Erra fue un dios de la guerra, los disturbios, las revueltas, las incursiones y mayormente conocido por "La epopeya de Erra" del año 1000 a. C. Estrechamente identificado con el dios Nergal, su centro de culto era Erasalm, en la ciudad de Kutha (perdida). En el período babilonio.